# Denis Alexandrowitsch Popow

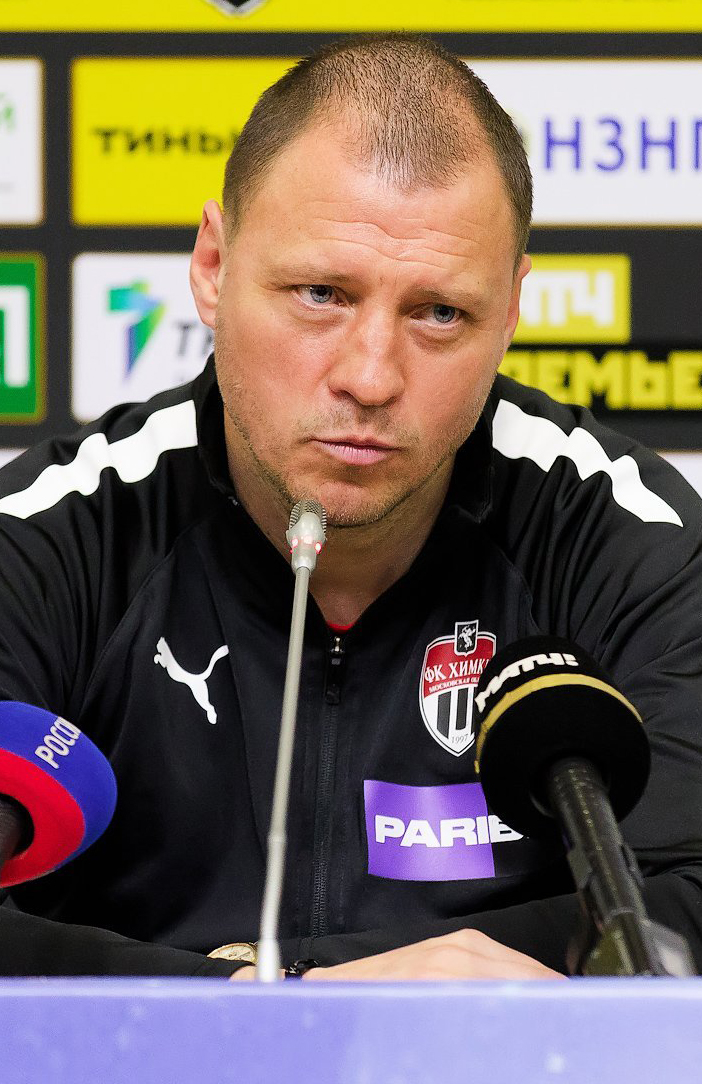
Denis Alexandrowitsch Popow, 2022

Denis Alexandrowitsch Popow (russisch Денис Александрович Попов; * 4. Februar 1979 in Noworossijsk) ist ein russischer Fußballspieler. Er steht aktuell bei Premjer-Liga-Absteiger FK Chimki unter Vertrag. Seine erfolgreichste Zeit waren die ersten Jahre des 21. Jahrhunderts, als er mit ZSKA Moskau je einmal russischer Pokalsieger und einmal Meister, sowie zwischen 2001 und 2003 fünfmaliger russischer Nationalspieler wurde. 2008 wurde er Torschützenkönig der zweiten russischen Liga, der 1. Division.

## Karriere
Popow wurde 1996 beim Klub Tschernomorez aus seiner Heimatstadt Noworossijsk Profi. Er wurde sofort Stammspieler der zweiten Mannschaft in der 3. Liga, kam aber auch zu zwei Einsätzen in der Obersten Liga 1996. 1997 spielte er bei 3.-Ligisten Kuban. 1998 ging er wieder zurück zu Tschernomorez in die höchste russische Spielklasse, wo er jedoch eher Ergänzungsspieler als Star blieb. Erst durch den Verkauf der alten Leistungsträger der Clubs um die Jahrtausendwende rückte er zum Schlüsselspieler auf, was die Aufmerksamkeit der großen Moskauer Clubs auf ihn zog, und schließlich zur Saison 2001 zu ZSKA Moskau wechselte.
Bei ZSKA reifte er schnell zum Nationalspieler, im Sommer 2001 kam er zu seinen ersten beiden Länderspieleinsätzen gegen Luxemburg und Griechenland. In den folgenden beiden Jahren folgten noch drei weitere Einsätze in der Nationalmannschaft. Popow erzielte dabei kein Tor und spielte jeweils weniger als die Hälfte der Spielzeit.
Mit ZSKA wurde er 2002 Vizemeister und 2003 russischer Meister und gewann zweimal den Pokal, verließ den Club aber nach wenigen Spieltagen der Saison 2004, weil er nicht mehr in das Konzept des neuen Trainers passte. Nach zwei weiteren Jahren bei Premjer-Ligisten FK Kuban Krasnodar wurde er aus dem Kader der Krasnodarer aussortiert und an verschiedene Klubs ausgeliehen; zuerst zu seinem Heimatverein Tschernomorez Noworossijsk, dann 2006 an den belarussischen Rekordmeister Dinamo Minsk und für die Saison 2007 an den Premjer-Ligisten Spartak Naltschik.
Das Jahr 2008 spielte Popow in der 1. russischen Division, zuerst für Tschernomorez Noworossijsk und nach einem Wechsel im Sommer für Torpedo Moskau, mit 24 Toren wurde er Torschützenkönig. Seit 2009 steht er beim FK Chimki unter Vertrag, mit dem er im selben Jahr aus der Premjer-Liga abstieg.